# Caralluma intermedia
Caralluma intermedia là một loài thực vật có hoa trong họ La bố ma. Loài này được (N.E.Br.) Schltr. mô tả khoa học đầu tiên năm 1898.